# Lemwerder
Lemwerder är en Gemeinde i Landkreis Wesermarsch i det tyska förbundslandet Niedersachsen. Lemwerder, som för första gången nämns i ett dokument från år 1063, har cirka 7 000 invånare.